# Erobringens Ø
Erobringens Ø er en amerikansk stumfilm fra 1919 af Edward Jose.

## Medvirkende
- Norma Talmadge som Ethel Harmon
- Wyndham Standing som John Arnold
- Charles K. Gerrard som Van Surdam
- Hedda Hopper som Mrs. Harmon
- Natalie Talmadge som Janis Harmon